# El Jaguar
El Jaguar (en ruso: Ягуар) es una película dramática soviética de 1986 dirigida por el chileno Sebastián Alarcón, basada en un guion de Alarcón y Tatyana Yakovleva y basada en la novela de 1963 La ciudad y los perros del escritor peruano Mario Vargas Llosa. La película fue producida por la Cuarta Asociación Creativa del estudio de cine Mosfilm. Se estrenó en la gran pantalla en febrero de 1987. Fue protagonizada por el actor ruso Sergey Veksler.
Según la revista Soviet Screen, Jaguar se convirtió en una de las películas más taquilleras entre los largometrajes soviéticos estrenados en el primer trimestre de 1987: durante 12 meses de distribución, la película fue vista por 17,4 millones de espectadores.

## Sinopsis
El protagonista, a quien sus compañeros llaman Jaguar por su carácter firme e independiente, es un cadete de una escuela militar donde se entrenan los futuros defensores de la dictadura militar de Augusto Pinochet. Después de sobrevivir a la crueldad del entrenamiento, Jaguar se une a las filas contra el régimen.  

## Reparto
- Sergey Veksler - "Jaguar" (Pablo)
- Artem Kaminsky - "El Poeta" (Alberto Fernández)
- Adel Al-Hadad - "El Esclavo" (Ricardo Orana)
- Sergei Gazarov como el teniente Gamboa
- Vsevolod Shilovsky - Mayor
- Vladimir Tatosov - Coronel, Director de la Escuela
- Grigory Lampe - padre de Orana
- Islam Kaziyev - Sargento Pessoa
- Sergey Shkalikov - "Boa constrictor"
- Igor Vernik - Cadete Kava
- Faro Kerimov
- Yanina Khachaturova - Teresa
- Nina Ter-Osipyan - La tía de Teresa
- Alim Kuliev - cadete

## Recepción de la crítica
En 1987, en el número de febrero de la revista Sputnik Kinozritelya, el crítico de cine Miron Chernenko, al describir el final de la película, enfatizó que Jaguar y el teniente Gamboa «tendrán que desprenderse del sueño de una carrera militar» en el marco del sistema del que eran y podrían seguir siendo parte para siempre.
En febrero de 1987, un crítico de cine del periódico de Sverdlovsk ¡Na smenu! Román Palevich señaló que todas las películas de Sebastián Alarcón abordan de una manera u otra los problemas de su sufrida patria.
El 6 de marzo de 1987, el periódico de Pervouralsk Bajo la bandera de Lenin señaló que, al verse involucrado en la historia del asesinato, Jaguar «llega a comprender los verdaderos valores humanos».
En 1987, en el número de abril de la revista Pantalla Soviética, el crítico de cine Yakov Varshavsky llegó a la conclusión de que la acción principal de la película tiene lugar en la celda de castigo donde terminaron Jaguar y el Poeta. Jaguar se da cuenta de que Arana fue asesinado por un régimen que fomentó un desprecio cínico por el hombre. Después de esto, el Jaguar comienza a odiar «la debilidad de algunos, la inhumanidad de otros, su propio estado de esclavo», y se esfuerza por «matar al esclavo dentro de sí mismo».
En 1987, en el número de junio de la revista Art of Cinema, la crítica de cine Valeria Pritulenko señaló que la película «está construida sobre una intriga detectivesca», pero que aquí el detective se «encubre» con elementos de drama psicológico y cine político, y la investigación del asesinato de Orana finalmente no se completa y se abandona a mitad de camino.